# Léon Fiévez
Victor Léon Fiévez (Havré, 30 april 1855 – Brussel, 27 mei 1939) was een Belgisch koloniaal en militair. Hij was betrokken bij het opzetten van het rubberregime in de Onafhankelijke Congostaat en pionierde sommige gruwelmethodes die daarbij gebruikt werden, zoals het afhakken en roken van handen. De bevolking in zijn gebied werd gedecimeerd en zijn wangedrag haalde de internationale pers.

## Carrière
De boerenzoon Fiévez ontscheepte op 22 april 1888 in Boma en werd officier in de Force Publique. Tezelfdertijd was hij substituut-procureur en rechter. In april 1890 werd hij commandant van de post Basoko. Hij behaalde militaire successen in de Boven-Congo maar raakte verzwakt en bracht de periode van september 1891 tot maart 1893 door in België. Bij zijn terugkeer in Congo werd hij benoemd tot commissaris eerste klasse van het Evenaarsdistrict, dat behoorde tot het Kroondomein. Hij volgde Charles Lemaire op, die een hard bewind had gevoerd maar terugdeinsde voor de op stapel staande escalatie (met geweld opdrijven van de rubberwinning). Fiévez had minder scrupules en stelde zijn broodheren niet teleur. Hij arriveerde in juni en richtte al in zijn eerste maanden een slachting aan. Aan een collega-officier die in januari 1894 langs zijn post passeerde, legde Fiévez uit hoe hij de onwillige inlanders dwong het station met chickwangue (maniokbrood) te bevoorraden: "Tegenover hun manifeste slechte wil, antwoord ik met oorlog. Eén voorbeeld is genoeg geweest, honderd hoofden afgehakt en sindsdien is er een overvloed aan levensmiddelen in de post. Mijn doel is alles samen humanitair. Ik heb honderd levens weggenomen, maar dat laat vijfhonderd anderen toe te leven". Na zijn eerste 4 maanden verblijf in Congo had Fiévez reeds 572 doden op zijn geweten.
De autoriteiten waren vooral bezorgd of hij geen kostbare munitie verspilde. Om geen foute ideeën te laten postvatten, rechtvaardigde Fiévez zich in zijn maandelijkse rapport aan gouverneur-generaal Théophile Wahis. Dit geheime document is vernietigd, maar de inhoud ervan is gekend dankzij magistraat Marcellin De Saegher, die op inspectieronde was bij Fiévez en het gechoqueerd afschreef. Hij verhaalt hoe hij op 18 november 1894 vertrok om de "installatie van staatseigendom" in Busira voor te bereiden. Op de eerste dag vonden 956 inboorlingen de dood en werden er 200 gevangen genomen, waarvan de helft kinderen tussen vier en tien jaar oud. Aan de zijde van Fiévez vielen drie doden en tien gewonden. Enige dagen later maakten zijn troepen opnieuw 145 doden, en bij een andere gelegenheid 59. Dit alles werd bereikt met een spaarzame 2.838 kogels. Als onderdeel van de dwingelandij waren 162 dorpen geplunderd en verbrand. De velden waren verwoest om hongersnood te zaaien. De stamhoofden hadden beloofd om 1.562 ladingen van 15 kg rubber te leveren, maar Fiévez dacht niet dat hij al een "duurzame vrede" had gevestigd. Over de korte termijn moest hij zich geen zorgen maken. Zijn district leverde in 1895 de hoogste rubberopbrengst van de hele Onafhankelijke Congostaat: meer dan 650 ton.
De zendelingen van de American Baptist Missionary Union, die een missiepost hadden in Bolenge, begonnen Fiévez last te bezorgen. Joseph Clark schreef hem een brief (november 1894) en John B. Murphy en Edvard Sjöblom zochten hem op in Coquilhatstad. Gevraagd waarom zijn zwarte schildwachten handen moesten afkappen, stelde Fiévez dat hij geen andere manier zag waarop ze konden aantonen dat er niet te veel patronen waren verspild. Nadat de evangelisten aldus waren afgewimpeld en met uitzetting bedreigd, traden ze naar buiten met hun getuigenis (interview van Murphy met Reuters en artikel in The Times van 18 november 1895; verslag van Sjöblom aan de Aborigines Protection Society in 1897). De Kölnische Zeitung berichtte "op gezag van een hoog aangeschreven Belg" dat in een dag 1306 afgehakte handen waren binnengebracht bij Fiévez. Het artikel werd opgepikt door de liberale volksvertegenwoordiger Georges Lorand, die er verslag van deed voor een volle Kamer. De Amerikaanse diplomaat James S. Ewing ondervroeg algemeen staatssecretaris Edmond Van Eetvelde over de toedracht. Fiévez' wangedrag werd ook vermeld door de Britse consul William Pickersgill in een rapport aan het Foreign Office.
Dezelfde koloniale autoriteiten die het rubberbeleid hadden uitgetekend, begonnen te vrezen dat zijn optreden contraproductief werd. Waarnemend gouverneur-generaal Félix Fuchs schreef aan Van Eetvelde: indien Fiévez niet snel zijn politiek tegenover de inlanders herziet, zullen de moordpartijen, welke in zekere zin systematisch zijn en waarvan hij gelooft dat ze noodzakelijk zijn, uiteindelijk als enig resultaat hebben dat de staat het grootste nadeel wordt berokkend. Leopold schreef aan Van Eetvelde dat het onverstandig zou zijn om Fiévez te herbenoemen als districtscommissaris, maar meende dat zijn diensten elders nuttig konden zijn. Zijn opvolger in het Evenaarsdistrict werd niemand minder dan Gustave Sarrazyn, Fiévez' trouwe assistent die had deelgenomen aan het terreurbewind en correspondeerde over zijn slaven.
Fiévez zelf kreeg het militaire commando over de districten Bangala en Ubangi, met een bijzondere missie om de rubberwinning op gang te brengen. Het gebied behoorde tot de concessie van de Anversoise. Hij ging onmiddellijk aan de slag en organiseerde met Anversoisedirecteur Hubert Lothaire een oorlog tegen de vijandige Budja. Een beschuldiging van moord door een substituut-procureur bracht hem in nauwe schoentjes. Fuchs hield hem de hand boven het hoofd en probeerde met een nieuwe overplaatsing de zaak te kalmeren. Door een tussenkomst van Leopold moest Fiévez alsnog voor de rechtbank in Boma verschijnen op beschuldiging van geweld in Bangala (1898) en buitengerechtelijke executies in Ubangi (1899). Hij werd vrijgesproken.
De controverse rond zijn persoon was evenwel te hoog opgelaaid om hem nog in de kolonie te handhaven. Hij keerde terug naar het Belgische leger en bracht het in 1910 tot majoor van het 9e linieregiment.
Een halve eeuw later was de gruwel van Fiévez nog niet vergeten. Pater Boelaert, die orale geschiedenis optekende, hoorde Ntange beschreven als "de duivel van de Evenaar" en "de slechtste van alle blanken uit de eerste periode" (Ntange, "bed", was een bijnaam die Fiévez had opgelopen vanwege zijn siëstagewoonte).

## Onderscheidingen
- Officier in de Koninklijke Orde van de Leeuw
- Officier in de Leopoldsorde

## Publicaties
- "Le district de L'Équateur", in: Le Congo illustré, 30 juni 1895, blz. 73-75, 84-87, 92-95, 97-99
- "Du lac Tumba au lac Léopold II", in: La Belgique coloniale, 1896
- À mes calomniateurs, Brussel, Gustave Deprez, 1900, 22 blz. (ook verschenen in La Belgique militaire van 13 mei 1900)

## Voetnoten
1. ↑  Origineel citaat zoals opgetekend door Georges Bricusse in: P. Salmon (red.), Les carnets de campagne de Georges Bricusse (6 février 1894-18 juillet 1896), CEMUBAC, Bruxelles, LXXVI, blz. 56: "Devant leur mauvaise volonté manifeste, je leur fais la guerre. Un exemple a suffi, cent têtes tranchées et depuis lors les vivres abondent dans la station. Mon but est en somme humanitaire. J’ai supprimé cent existences, mais cela permet à cinq cents autres de vivre".
2. ↑  David Van Reybrouck, Congo. Een geschiedenis, 2010, p. 106
3. ↑  Fiévez' vertrouwelijke zending uit Equateurville was gedateerd op 11 januari 1895 en telde acht pagina's. De Saegher schreef een deel ervan af (gepubliceerd in Daniël Vangroenweghe, Rood Rubber. Leopold II en zijn Kongo, 2004, blz. 61-62; Philippe Maréchal, "Kritische bedenkingen bij de controverses over Leopold II en Congo in de literatuur en de media", in: Het geheugen van Congo. De koloniale tijd, Koninklijk Museum voor Midden-Afrika, 2005, blz. 44-46) en haalde het document ook aan in een brief van 16 februari 1895 aan E. Steyaert, een Gentse magistraat met wie hij bevriend was (bewaard in de archieven van het KMMA).
4. ↑  Editie van 12 september 1896. De beschuldiging werd herhaald in de edities van 1 juni 1897 en 28 april 1900.
5. ↑  Rapport d.d. 1 juni 1897, Public Record Office, Kew-London, Foreign Office, 403/404
6. ↑  Brief van 16 mei 1897
7. ↑  Edmond Boelaert, "Ntange", in: Aequatoria, jg. 15, 1952, nr. 2, blz. 58-62